# Xã River Falls, Quận Pennington, Minnesota
Xã River Falls (tiếng Anh: River Falls Township) là một xã thuộc quận Pennington, tiểu bang Minnesota, Hoa Kỳ. Năm 2010, dân số của xã này là 178 người.